# Droga radiacyjna
Droga radiacyjna, długość radiacyjna – własność ośrodka materialnego, charakteryzująca oddziaływanie z nim wysokoenergetycznych elektronów i fotonów. Długość radiacyjna zdefiniowana jest:
- dla elektronów jako droga w ośrodku, po której energia elektronu, tracona w wyniku promieniowania hamowania, wynosi średnio 1/e (czyli około 36,8%) swej energii początkowej,
- dla wysokoenergetycznych fotonów jako średnia droga przebyta w ośrodku przed konwersją na parę e+e-- (długość konwersji) i wynosi 9/7 X0.

Drogę radiacyjną oznacza się zwykle symbolem X0 i definiuje:
{\displaystyle {\frac {1}{X_{0}}}=4\alpha r_{e}^{2}{\frac {N_{A}}{A}}\{Z^{2}[L_{RAD}-f(Z)]+ZL_{RAD}^{'}\}\quad [(\mathrm {g} \cdot \mathrm {cm} ^{-2})^{-1}]}
gdzie LRAD i L’RAD wyliczone przez Tsai są podane w tabeli:
| Pierwiastek | Z  | LRAD             | L’RAD          |
| ----------- | -- | ---------------- | -------------- |
| H           | 1  | 5.31             | 6.144          |
| He          | 2  | 4.79             | 5.621          |
| Li          | 3  | 4.74             | 5.805          |
| Be          | 4  | 4.71             | 5.924          |
| inne        | >4 | ln(184.15 Z−1/3) | ln(1194 Z−2/3) |

oraz funkcja f(Z), będąca sumą nieskończoną, w zakresie Z do 92 (uran) może być przybliżona do postaci:
{\displaystyle f(Z)=a^{2}[(1+a^{2})^{-1}+0.20206-0.0369a^{2}+0.0083a^{4}-0.002a^{6}]}
gdzie {\displaystyle a=\alpha Z}.
Powyższą definicję X0 można przybliżyć wyrażeniem znalezionym przez Dahla, dające wartości zgodne z Tsai z błędem nie mniejszym niż 2.5% (dla helu wartość jest zaniżona o około 5%):
{\displaystyle X_{0}={\frac {716.4\cdot A}{Z(Z+1)\ln {\frac {287}{\sqrt {Z}}}}}\;\mathrm {g} \cdot \mathrm {cm} ^{-2}}
Droga radiacyjna zależy przede wszystkim od ładunku jąder (czyli liczby atomowej) atomów wchodzących w skład ośrodka i od jego gęstości. Dokładne wzory pozwalające na jej wyliczenie są dosyć skomplikowane, w przybliżeniu jest ona odwrotnie proporcjonalna do kwadratu liczby atomowej i odwrotnie proporcjonalna do gęstości jąder atomowych w materiale (liczby atomów na jednostkę objętości).
Droga radiacyjna mierzona jest w jednostkach długości (zwykle cm). Niekiedy tablicowane są wartości drogi pomnożone przez gęstość materiału, wyrażone wobec tego w jednostkach g/cm². To ostatnie jest szczególnie użyteczne w wypadku gazów, których gęstość zależy od ciśnienia i temperatury. Droga radiacyjna wyrażona w g/cm² jest niezależna od gęstości gazu.
Przykładowe wartości drogi radiacyjnej dla kilku materiałów przedstawia tabela
| substancja   | X0 [cm] | X0 [g/cm²] |
| ------------ | ------- | ---------- |
| powietrze    | 30420   | 36.7       |
| woda         | 36.1    | 36.1       |
| grafit       | 18.8    | 42.7       |
| ciężki beton | 10.7    | 26.7       |
| aluminium    | 8.9     | 24.0       |
| żelazo       | 1.76    | 13.8       |
| ołów         | 0.56    | 6.37       |
| uran         | 0.32    | 6.00       |

Droga radiacyjna jest naturalną jednostką długości przy badaniu rozwoju kaskady elektromagnetycznej w materiale. Poza tym znajomość drogi radiacyjnej pozwala m.in.
- oszacować prawdopodobieństwo konwersji fotonu w ściankach bądź materiale czynnym detektora,
- oszacować skuteczność warstwy materiału jako osłony radiacyjnej przed wysokoenergetycznymi elektronami i fotonami.